# فمینیسم در ژاپن
فمینیسم در ژاپن با جنبش‌های حقوق زنان در این کشور آغاز شد که به دوران باستان بازمی‌گردد. این جنبش پس از ورود تفکر غربی به ژاپن در طی دوران اصلاحات میجی که زنجیره‌ای از رویدادها بود که به دگرگونی‌های عظیمی در ساختار سیاسی و اجتماعی ژاپن در سال ۱۸۶۸ منجر شد شروع به شتاب گرفت. تفاوت فمینیسم ژاپنی با فمینیسم غربی به این معناست که تأکید کمتری بر استقلال فردی است.
تا پیش از اواخر سده نوزدهم میلادی، زنان ژاپنی به سیستم سنتی پدرسالاری که در آن مردان ارشد خانواده اقتدار خود را در خانواده حفظ می‌کنند، پایبند بودند.
پس از اصلاحاتی که توسط میجی صورت گرفت، وضعیت زنان در جامعه ژاپن نیز دستخوش یک سری تغییرات شد. قاچاق زنان محدود شد، زنان مجاز به درخواست طلاق شدند و پسران و دختران هر دو ملزم به دریافت آموزش‌های ابتدایی بودند. تغییرات بیشتر در وضعیت زنان پس از جنگ جهانی دوم ایجاد شد و زنان حق رای گرفتند و بخشی از قانون اساسی جدید که در سال ۱۹۴۶ پیش‌نویس آن نوشته شد به تضمین برابری جنسیتی اختصاص یافت.
در سال ۱۹۷۰، در پی جنبش‌های ضد جنگ ویتنام، جنبش آزادی‌بخش زنان از جنبش‌های چپ و رادیکال دانشجویی در اواخر دهه ۱۹۶۰ ظهور کرد. این جنبش با جنبش‌های رادیکال فمینیستی در ایالات متحده و جاهای دیگر همگام بود و باعث ظهور دوباره فعالیت‌های فمینیستی در دهه ۱۹۷۰ و پس از آن شد. فعالان با استدلال برای تغییر اساسی نظام سیاسی-اقتصادی و فرهنگ جامعه، نقدی جامع از ماهیت مردسالار ژاپن مدرن ارائه کردند. آنچه آنها را از جنبش‌های فمینیستی قبلی متمایز می‌کرد، تأکید آنها بر sexual liberation (性の解放 sei no kaihō) بود. هدف آنها برابری با مردان نبود، بلکه بیشتر بر این واقعیت تمرکز داشتند که مردان نیز باید از جنبه‌های ظالمانه یک نظام مردسالار و سرمایه‌داری رها شوند.
در سال ۱۹۷۹، کنوانسیون رفع همه اشکال تبعیض علیه زنان توسط مجمع عمومی سازمان ملل متحد به تصویب رسید. این کنوانسیون در سال ۱۹۸۵ توسط دولت ژاپن به تصویب رسید

## سیاست
در سال ۱۹۱۹، ایشیکاوا فاسائه، اوکو مومئو و هیراتسوکا رایچو انجمن زنان Shin Fujin Kyokai را ایجاد کردند. هدف آنها دستیابی به حقوق حمایت و شمول از طریق شناسایی به عنوان شهروند زن بود. در نوامبر ۱۹۱۹، هیراتسوکا در فدراسیون سازمان‌های زنان آل کانسای سخنرانی کرد و گفت: «بیان کرد که اگر زنان حقوقی داشته باشند، می‌توانند بخشی از دولت باشند و به تعیین آینده کمک کنند.»

## حق رای زنان

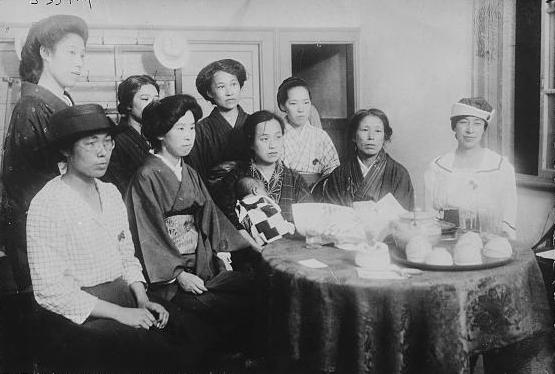
گردهمایی گروه حقوق زنان در توکیو، برای فشار بر حق رای همگانی.

اگرچه حمایت از زنان از قرن نوزدهم در ژاپن وجود داشته‌است، حق رأی زنان در ژاپن در طول دوره آشفته بین جنگ‌های دهه ۱۹۲۰ ظاهر شد. پس از اصلاحات میجی در سال ۱۸۶۸، مفهوم حقوق در ژاپن رایج شد. در بخش دوم قرن نوزدهم، اولین مدافعان حقوق زنان از اصلاحات در جامعه مردسالار که زنان را تحت ستم قرار داده بود (نه برای شمول سیاسی یا حق رای) دفاع کردند. برای جنبش فمینیستی اولیه، دعوت به آموزش زنان از اهمیت اساسی برخوردار بود.
از آنجایی که موضوع حقوق زنان طرفداران بیشتری پیدا کرد، گروه‌های مدافع زنان به آرامی توسعه یافتند و علایق خود را با سایر موضوعاتی که زنان در ژاپن را تحت تأثیر قرار می‌دادند تنظیم کردند. دوره بین جنگ، که به دنبال پایان جنگ جهانی اول بود، چیزی را به وجود آورد که به جنبش حق رأی زنان در ژاپن معروف شد. فمینیست‌ها با ارائه حقوق مدنی به‌طور انحصاری برای مردان و محرومیت زنان از مشارکت سیاسی توسط دولت مخالف بودند. زنان در ژاپن طبق قانون از پیوستن به احزاب سیاسی، ابراز عقاید سیاسی و شرکت در جلسات سیاسی منع شدند.